# Oligoenoplus murinus
Oligoenoplus murinus là một loài bọ cánh cứng trong họ Cerambycidae.